# Nicives
Nicives (łac. Diocesis Nicivensis) – stolica historycznej diecezji w Cesarstwie rzymskim w prowincji Numidia zlikwidowana w VII w. podczas ekspansji islamskiej, współcześnie w północnej Algierii. Obecnie katolickie biskupstwo tytularne.

## Biskupi tytularni
| Lp. | Biskup                  | Funkcja                                            | Od              | Do                |
| --- | ----------------------- | -------------------------------------------------- | --------------- | ----------------- |
| 1   | Angelo Félix Mugnol     | biskup pomocniczy Pelotas (Brazylia)               | 7 lutego 1966   | 15 stycznia 1969  |
| 2   | Guillermo Escobar Vélez | emerytowany biskup Santa Fe (Kolumbia)             | 28 lipca 1969   | 22 stycznia 1971  |
| 3   | Abel Alonso Núñez       | biskup pomocniczy Bom Jesus do Gurguéia (Brazylia) | 14 lipca 1971   | 24 marca 1976     |
| 4   | Stanley Joseph Ott      | biskup pomocniczy Nowego Orleanu (USA)             | 24 maja 1976    | 13 stycznia 1983  |
| 5   | José Mário Stroeher     | biskup pomocniczy Porto Alegre (Brazylia)          | 25 marca 1983   | 8 sierpnia 1986   |
| 6   | William McCormack       | biskup pomocniczy Nowego Jorku (USA)               | 23 grudnia 1986 | 23 listopada 2013 |
| 7   | Andrzej Zglejszewski    | biskup pomocniczy Rockville Centre (USA)           | 11 lutego 2014  |                   |